# بيرجيت هاغن
بيرجيت هاغن (بالألمانية: Birgit Hagen)‏ هي لاعب هوكي الحقل ألمانية، ولدت في 6 يونيو 1957 في غرفنبرويش في ألمانيا.

## وصلات خارجية
- بيرجيت هاغن على موقع اللجنة الأولمبية الدولية (الإنجليزية)
- بيرجيت هاغن على موقع أوليمبيديا (الإنجليزية)